# لی اون-بیول
لی اون-بیول (انگلیسی: Lee Eun-byul؛ زادهٔ ۲ اکتبر ۱۹۹۱) اسکیت‌باز سرعت اهل کره جنوبی است.
وی در مسابقات کشوری و بین‌المللی در مجموع برندهٔ ۷ مدال طلا، ۸ مدال نقره، ۳ مدال برنز شده‌است.